# Oreocereus doelzianus
Oreocereus doelzianus là một loài thực vật có hoa trong họ Cactaceae. Loài này được (Backeb.) Borg mô tả khoa học đầu tiên năm 1937.

## Hình ảnh

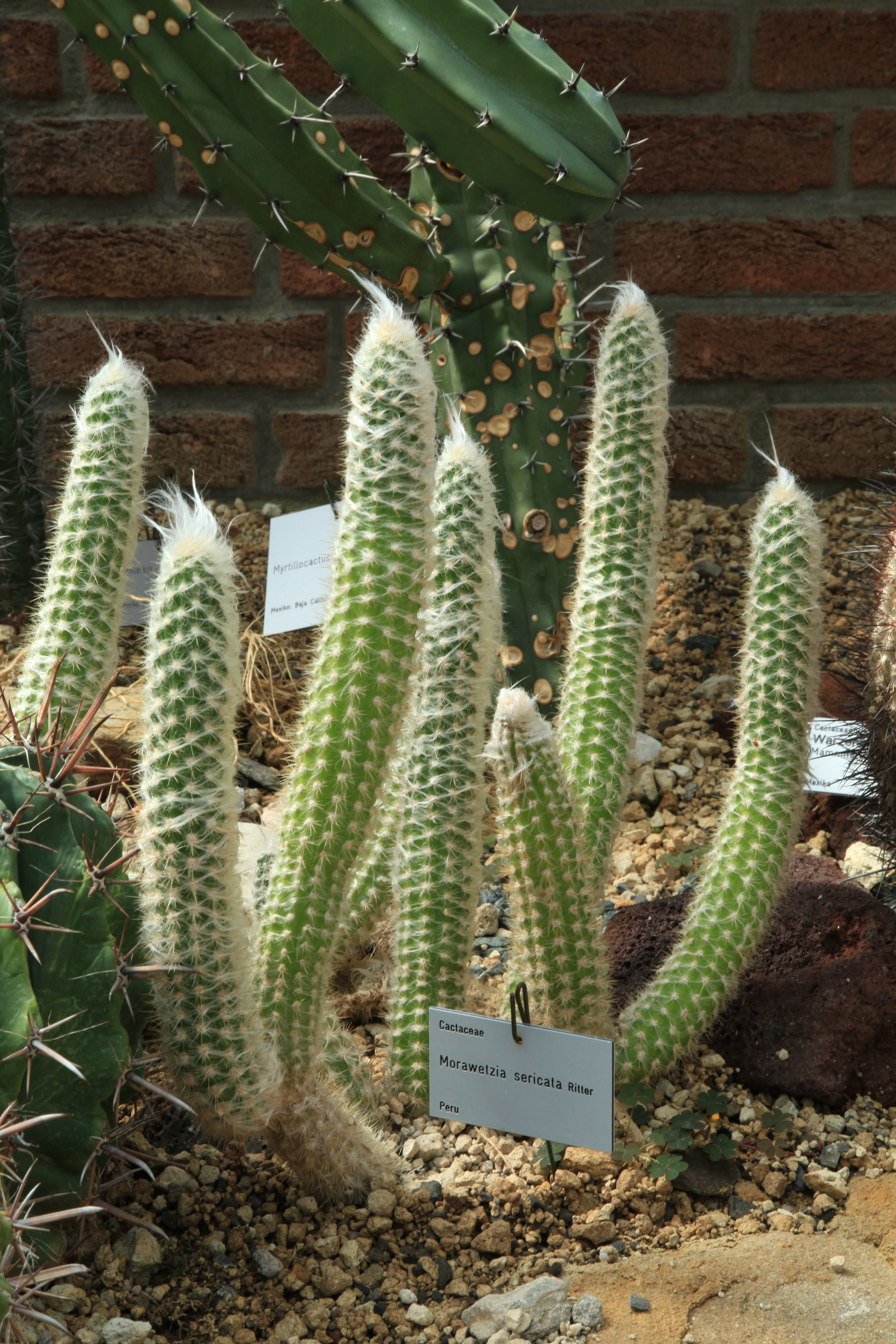
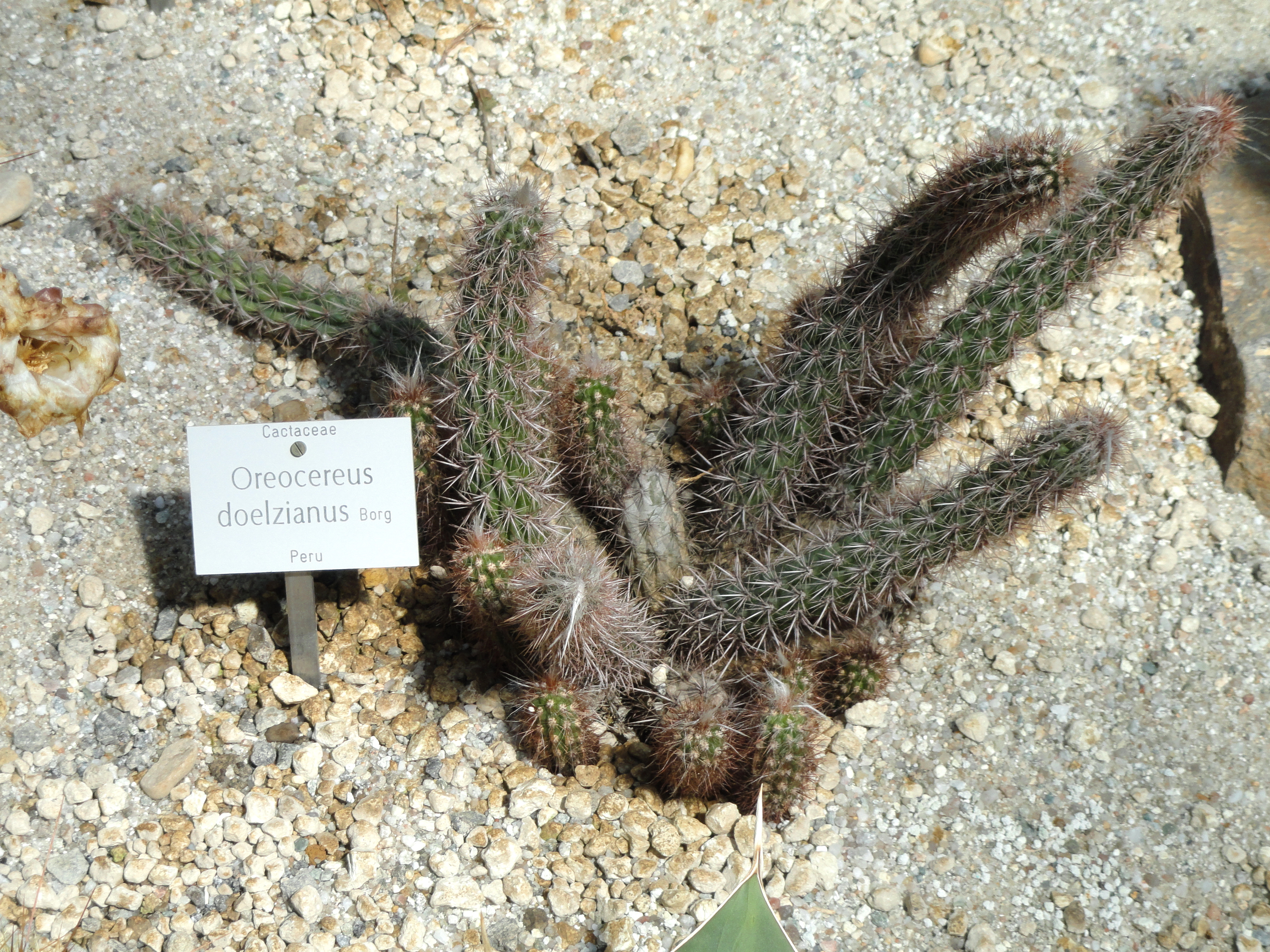
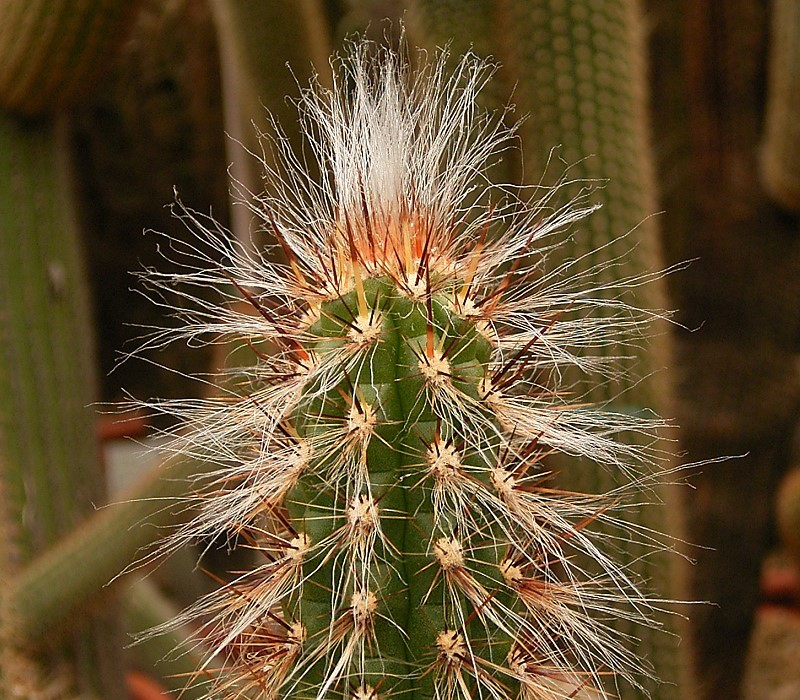
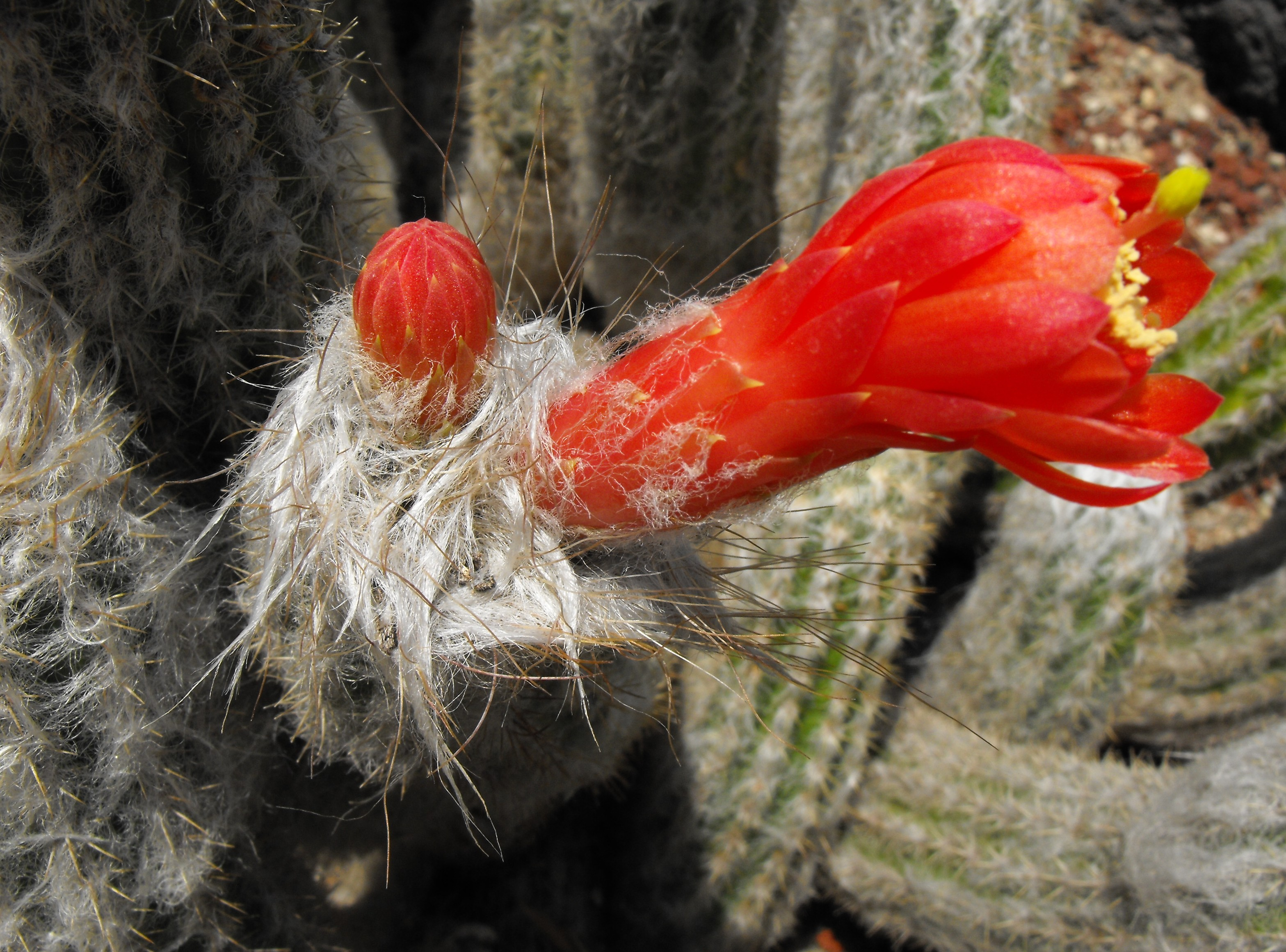